# Ilona Cichoń
Ilona Zofia Cichoń z domu Marciniak (ur. 4 maja 1955 w Kamieniu Pomorskim, zm. 28 stycznia 2021 w Toruniu) – polska nauczycielka historii i wiedzy o społeczeństwie, otrzymała tytuł honorowy profesor oświaty, działaczka NSZZ Solidarność.

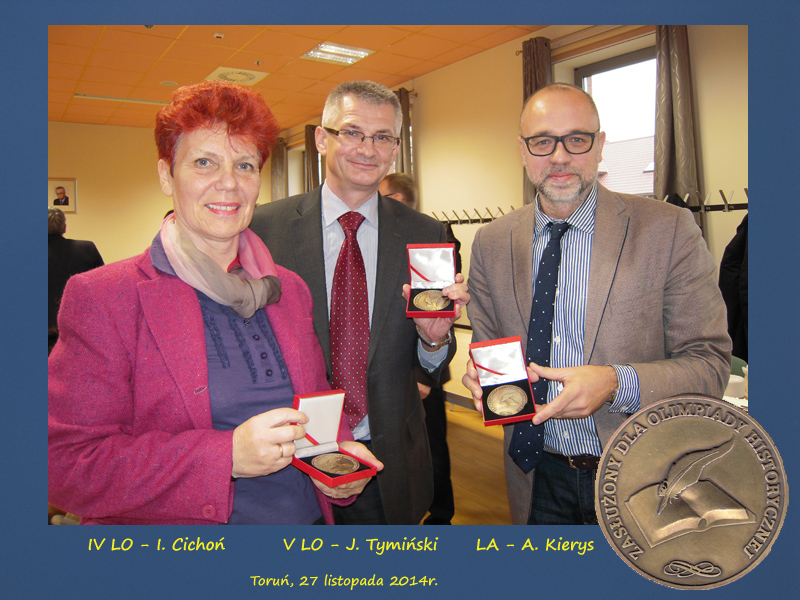
Nagrodzeni Medalem Zasłużony Dla Olimpiady Historycznej

## Życiorys
Absolwentka historii na Wydziale Humanistycznym Uniwersytetu Mikołaja Kopernika w Toruniu 1978 (dyplom nr 3735/H). Ukończyła także studia podyplomowe: Podyplomowe Studium Nauk Politycznych UMK Toruń 1980/81, Studium Historii UMK Toruń 1991/92, Studia w zakresie europejskiej administracji samorządowej i rządowej WSH Pułtusk 1999. W 1998 uzyskała III stopień specjalizacji zawodowej, a w 2001 stopień nauczyciela mianowanego. Od 2004 egzaminator i weryfikator matur (historia, WOS). W 2013 otrzymała tytuł honorowy – Profesor Oświaty.
Praca zawodowa: Szkoła Podstawowa nr 1 w Aleksandrowie Kujawskim (1978–1983), Szkoła Podstawowa nr 8 w Toruniu (1983–1987), Gimnazjum Dwujęzyczne nr 4 w Toruniu (2010–2019), IV Liceum Ogólnokształcące w Toruniu (1990–2020). 
Członek Stowarzyszenia Nauczycieli Olimpijskich od 2002.
W 1980 założycielka i przewodnicząca NSZZ „Solidarność” w Szkole Podstawowej nr 1 w Aleksandrowie Kujawskim. Przewodnicząca NSZZ „Solidarność” 2006–2018 r. w IV Liceum Ogólnokształcącym w Toruniu (leg. nr. 029596).
Wieloletni przewodnik turystyczny Szlaku Piastowskiego i miejski przewodnik Miasta Toruń.
Zmarła po ciężkiej chorobie 28 stycznia 2021.

## Odznaczenia i nagrody
- Medal Zasłużony Dla Olimpiady Historycznej PTH (2014)[8]
- Solidarność, Medal XXX-lecia (2011)
- Nagroda Prezydenta Miasta Torunia w kat. Oświata za rok 2007 (2008)[9]
- Nagroda Ministra Edukacji (1997, 2006)
- Medal Komisji Edukacji Narodowej, leg. nr. 85828 (2003)
- Złoty Krzyż Zasługi, leg. nr. 179-2001-8 (2001)[10]
- Nagroda Fundacji Shalom (1997)[3]